# Золотой ключик (мюзикл)
«Золото́й клю́чик» — мюзикл, снятый в 2009 году режиссёром Александром Игудиным для телеканала «Россия-1». Мюзикл начал сниматься в ноябре 2009 года в честь наступающего Нового года.

## Сюжет
Старый шарманщик Карло мечтает о сыне, чтобы сделать из него «звезду» эстрады. К Карло приходит его друг Джузеппе и дарит ему говорящее бревно, чтобы тот выстрогал из него себе сына. Вместе они принимаются за работу и выстрагивают Буратино (которому, по сюжету, 30 лет). Папа Карло собирается отдать его в школу, но во время прогулки Буратино повстречал кота Базилио и лису Алису, которые вместо того, чтобы пропустить Буратино в школу, заставляют его обратить внимание на то, как Карабас-Барабас и Дуремар рекламируют артистов-кукол своего театра. Лиса Алиса и кот Базилио ведут Буратино в этот самый театр.
После того как на балкон театра выходят Мальвина, Пьеро и Артемон, на балкон выходит кукла Маша, в которую Буратино влюбляется. После того как он посещает артистов, он узнаёт, что они подписали волшебный контракт с коварным продюсером Карабасом-Барабасом, после чего из людей превратились в кукол. Спасти их может только Золотой ключик и Волшебная дверца, которую тот ключик способен открыть. Тогда Буратино предлагает актёрам бежать, что они и делают. Базилио и Алиса им в этом помогают, так как надеются поставить своё шоу. Они направляют кукол в харчевню-клуб «Три пескаря», где куклам приходится выступить, чтобы отработать обед. За всех вынужден отдуваться Буратино вместе с Машей.
Тем временем к клубу подходят Карло и Джузеппе. Карло интересуется у кота и лисы — не видели ли они Буратино. Вместо ответа они посылают его на сцену. Карло пытается выступать, но неудачно. Но на помощь ему приходит Пьеро, и вместе они удачно заканчивают номер. В харчевню-клуб врывается Карабас с Дуремаром, чтобы схватить кукол. Буратино с друзьями сбегают, а Джузеппе задерживает Карабаса-Барабаса с Дуремаром.
Алиса и Базилио ведут Буратино и кукол в Страну Дураков. Базилио обманом убеждает Буратино закопать 5 золотых. Карабас-Барабас и Дуремар догоняют их в Стране Дураков, кукол арестовывают, а Буратино Алиса и Базилио выбросили в пруд. Там Буратино знакомится с черепахами-сёстрами Тортилами, которые дарят ему Золотой Ключик. Буратино возвращается в каморку, Карабас-Барабас пытается его схватить, но не смог. Буратино открывает Ключиком дверь за нарисованным очагом. С кукол снимается проклятие, а Артемон нападает на Алису и Базилио.

## В главных ролях
| Актёр                                                | Роль                               |
| ---------------------------------------------------- | ---------------------------------- |
| Юрий Гальцев                                         | Буратино                           |
| Михаил Боярский                                      | Папа Карло                         |
| Анна Семенович                                       | кукла Маша                         |
| Николай Басков                                       | Пьеро                              |
| Ксения Собчак                                        | Мальвина                           |
| Филипп Киркоров                                      | Артемон                            |
| Новые русские бабки                                  | Тортилы                            |
| Николай Фоменко                                      | Карабас-Барабас                    |
| Елена Воробей                                        | лиса Алиса                         |
| Юрий Стоянов                                         | кот Базилио                        |
| Сосо Павлиашвили                                     | Джузеппе                           |
| Валерия, Борис Моисеев, Дима Билан и Геннадий Ветров | заезжие гастролёры                 |
| Ефим Шифрин                                          | Дуремар                            |
| Пьер Нарцисс                                         | хозяин ночного клуба «Три пескаря» |

## Пародируемые песни
- «Life Is A Cabaret»
- «Первые шаги» — поют Папа Карло, Джузеппе и Буратино
- Мани-мани (Шоумания) — 11.14-14.12: «Скорей туда...»
- «Ах, сударыня, вы, верно, согласитесь» (из телефильма «Обыкновенное чудо») — поют Пьеро и Мальвина
- «Tico-Tico» — поют Маша, Пьеро и Мальвина, 21.33-23.57: «На сцену мы опять выходим выступать...»
- «Если б я был султан» (из кинофильма «Кавказская пленница, или Новые приключения Шурика») — поют Карабас-Барабас и Дуремар, 25.11-27.22: «Если б я был богат больше, чем уже»
- «Pardone moi» — заезжий гастролёр, Валерия
- «Эти глаза напротив» — поёт Артемон: «Эти глаза так жгучи»
- «Ты мне веришь или нет?» (из кинофильма «Большое космическое путешествие») — поют лиса Алиса и кот Базилио
- «Hafanana» — поёт хозяин клуба «Три пескаря»
- «Песенка Бони» — поют Буратино и Маша
- «Шарманка» — поют Папа Карло и Пьеро
- «Fairytale» — поёт Джузеппе: «Песенка Джузеппе»
- Dominic Frontiere — Training (из кинофильма «Трюкач») — 1:07.26-1:10.23: «Много на свете разных чудес...»
- «По улице ходила большая крокодила» — заезжий гастролёр, Геннадий Ветров, 1:12.46 вступл., 1:13.13-1:15.42: песня о «бегуне» по конкурсам талантов «Я очень гениальный» (созвучно мелодиям песен Чебурашки и «Папа, подари мне куклу»)
- «Emmanuelle» — заезжий гастролёр, Борис Моисеев, 1:18.00
- «Besame Mucho» — поют Тортилы: «Здесь у нас»
- «Jamaica» — заезжий гастролёр, Дима Билан: «Я мастер»
- «Звенит январская вьюга» (из кинофильма «Иван Васильевич меняет профессию») — поют Пьеро, Мальвина, Маша, Артемон и Буратино: «Волшебный ключ»
- «А знаешь, всё ещё будет»

## Камео
- Лолита Милявская[источник не указан 485 дней][2]